# Бильгехан, Айше Гюльсун
Айше Гюльсун Бильгехан (род. 25 февраля 1957 в Анкаре) — турецкий политик, член республиканской народной партии

## Биография
Родилась 25 февраля 1957 года в Анкаре. Отец Гюльсун Бильгехан — журналист Метин Токер, мать — Озден Инёню — дочь президента Турции Исмета Инёню. Айше Гюсльсун Бильгехан окончила факультет Международных отношений французского Института политических исследований. Затем преподавала в Билькентском университете. Занимала должность вице-президента Фонда Инёню.
В 2002—2007 годах являлась членом Великого национального собрания. В 2011 году была повторно избрана в парламент, переизбиралась в 2015 году.
С 27 января 2003 года по 21 января 2008 Гюльсун Бильгехан входила в состав турецкой делегации в ПАСЕ. Также являлась членом турецкой делегации в Западноевропейском союзе.
В августе 2015 года премьер-министр Ахмет Давутоглу предлагал Айше Гюльсун Бильгехан, Ильхану Кесиджи, Эрдогану Топраку и Текину Бингёлю занять один из министерских постов в формирующемся правительстве, но они все отказались

### Личная жизнь
Замужем, трое детей. Владеет английским и французским языками. Гюльсун Бильгехан написала книгу «Мевхибе», действие которой происходит во время войны за независимость Турции. Повествование в книге ведётся от лица Мевхибе-ханым — бабушки Гюльсун Бильгехан. Гюльсун Бильгехан получила премию «Писательница года» и премию Абди Ипекчи.